# Javier López Rodríguez (futbolista español)
Javier López Rodríguez (Osuna, 21 de enero de 1986), deportivamente conocido como Javi López, es un exfutbolista español que jugaba de defensa.

## Trayectoria
Llegado en 2004 al R. C. D. Espanyol procedente del filial, Javi López comenzó jugando en el filial españolista como interior derecho aunque en su último año en el filial fue reconvertido a lateral. Su debut en Primera División de España fue el 4 de octubre de 2009 en el empate a cuatro en El Madrigal ante el Villarreal C. F.
Dada su polivalencia y la carencia de jugadores para completar la plantilla, en la temporada 2010-2011 formó parte de la primera plantilla durante la pretemporada jugando en su posición natural en aquel momento, la de extremo, y anotando un gol en el Trofeo Carranza ante el Sevilla F. C., ya que se ganó ficha del primer equipo para esa temporada jugando de lateral derecho.
Por las múltiples lesiones en el club durante esa temporada, Javi López jugó en diferentes posiciones: extremo derecho, lateral derecho en su mayoría de partidos, lateral izquierdo y, por último, en el doble pivote como medio defensivo.
Desde la llegada a mediados de la temporada 2012-13 del técnico, el mexicano Javier Aguirre, Javi López se convirtió en titular indiscutible en el lateral derecho. Fue el segundo capitán del equipo catalán, tras Sergio García. 
El 29 de marzo de 2014, en un partido ante el F. C. Barcelona, tuvo que ponerse de portero los últimos quince minutos tras la expulsión de Kiko Casilla y haber agotado todos los cambios el Espanyol. Pese a su inexperiencia en esa posición, realizó notables paradas y no encajó ningún gol. Tras ese partido recibió el apodo de Multiuso y el cariño de la afición del Espanyol.
De cara a la temporada 2015-16 se convirtió en el primer capitán del conjunto periquito tras la salida de Sergio García.
El 21 de agosto de 2020, tras haber jugado 283 partidos oficiales en los que anotó tres goles, llegó a un acuerdo con el club para rescindir su contrato.
En una entrevista realizada a un medio de comunicación de su localidad natal, reconoció que había rechazado ofertas de equipos de Segunda División y que su prioridad era jugar en algún lugar de habla inglesa. Finalmente, el 25 de noviembre se hizo oficial su incorporación al Adelaide United F. C. australiano por una temporada. En este equipo acabó permaneciendo hasta el final de la campaña 2024-25, momento en el que dio por concluida su carrera.

## Estadísticas
- Actualizado el 14 de marzo de 2017.

| Club          | Temporada     | Liga     | Liga  | Copa     | Copa  | Total    | Total |
| Club          | Temporada     | Partidos | Goles | Partidos | Goles | Partidos | Goles |
| ------------- | ------------- | -------- | ----- | -------- | ----- | -------- | ----- |
| Real Betis B  | 2005-06       | 17       | 1     | 0        | 0     | 17       | 1     |
| Real Betis B  | 2006-07       | 2        | 0     | 0        | 0     | 2        | 0     |
| Real Betis B  | Total         | 19       | 1     | 0        | 0     | 19       | 1     |
| Espanyol B    | 2007-08       | 15       | 6     | 0        | 0     | 15       | 6     |
| Espanyol B    | 2008-09       | 31       | 6     | 0        | 0     | 31       | 6     |
| Espanyol B    | 2009-10       | 29       | 1     | 0        | 0     | 29       | 1     |
| Espanyol B    | Total         | 75       | 13    | 0        | 0     | 75       | 13    |
| Espanyol      | 2009-10       | 1        | 0     | 0        | 0     | 1        | 0     |
| Espanyol      | 2010-11       | 25       | 0     | 3        | 0     | 28       | 0     |
| Espanyol      | 2011-12       | 29       | 1     | 3        | 0     | 32       | 1     |
| Espanyol      | 2012-13       | 32       | 1     | 1        | 0     | 33       | 1     |
| Espanyol      | 2013-14       | 33       | 0     | 2        | 0     | 35       | 0     |
| Espanyol      | 2014-15       | 28       | 0     | 5        | 0     | 33       | 0     |
| Espanyol      | 2015-16       | 31       | 0     | 2        | 0     | 33       | 0     |
| Espanyol      | 2016-17       | 19       | 0     | 1        | 0     | 20       | 0     |
| Espanyol      | 2017-18       | 14       | 0     | 1        | 0     | 15       | 0     |
| Espanyol      | 2018-19       | 3        | 0     | 0        | 0     | 3        | 0     |
| Espanyol      | Total         | 206      | 2     | 18       | 0     | 224      | 2     |
| Total carrera | Total carrera | 300      | 16    | 17       | 0     | 318      | 16    |